# 國吉站
國吉站（日语：／ Kuniyoshi eki */?）是位於千葉縣夷隅市苅谷，屬於夷隅鐵道的夷隅線車站。急行列車停靠此站。

## 車站構造

### 站房
為第二代站房，於1991年重建，為一座兩層高的木製建築物。是結合了夷隅市商工會館及站房的多用途建築物。車站部份位於建築物的最右邊，本身只是一條能通往月台的通道，但是卻在兩側各自加上了一張長候車木櫈，右側前方放置了一張枱，並擺放了有關夷隅市的旅遊單張；左側設有一扇門，可通往站房左側部份，過份曾經用作限時的紀念品店「VALLEY WINDS」。「VALLEY WINDS」是取自本站的首個副站名「搖曳風谷」（風そよぐ谷）的英文翻譯，是由由當年剛剛出任夷隅鐵道社長的商人鳥塚亮（他本身也是交通迷，後來轉任越後心動鐵道社長，2024年起出任大井川鐵道社長）所購入。鳥塚亮在2009年時上任時，便提出了夷隅鐵道出售副站名命名權來增加收入。並身體力行，透過自己所持有的鐵路影片製作公司「Pacina Cooperation」投得。隨鳥塚亮於2018年5月預先公佈將會退休後，商店也於2019年1月結業，後來商店改成為夷隅市旅遊咨詣中心暨共享空間，共享空間展示了一些與夷隅鐵道及其前身日本國鐵木原線的相片、模型及鐵道相關書本，並且利用舊車廂的座椅及枱板作共享空間，亦有撥出少量空間用作代售夷隅鐵道的紀念品。至於2樓，則由夷隅市商工會用作「夷隅支所」的所在地。
車站入口的門框於2021年尾時加裝了一座鳥居，代表位於車站附近的上總出雲大社內的國吉神社。
站房右側另設有一座獨立的男、女及傷殘人士專用洗手間。

## 月台配置
設有2面2線的相對式月台。月台中央設有站內平交道（設有警報機）。此站設有維護路軌車輛專用的留置線，並且曾保存相模線和久留里線等行走的KiHa30 62。
| 月台 | 路線    | 方向 | 目的地               |
| ---- | ------- | ---- | -------------------- |
| 1    | ■夷隅線 | 上行 | 大原方向             |
| 2    | ■夷隅線 | 下行 | 大多喜、上總中野方向 |

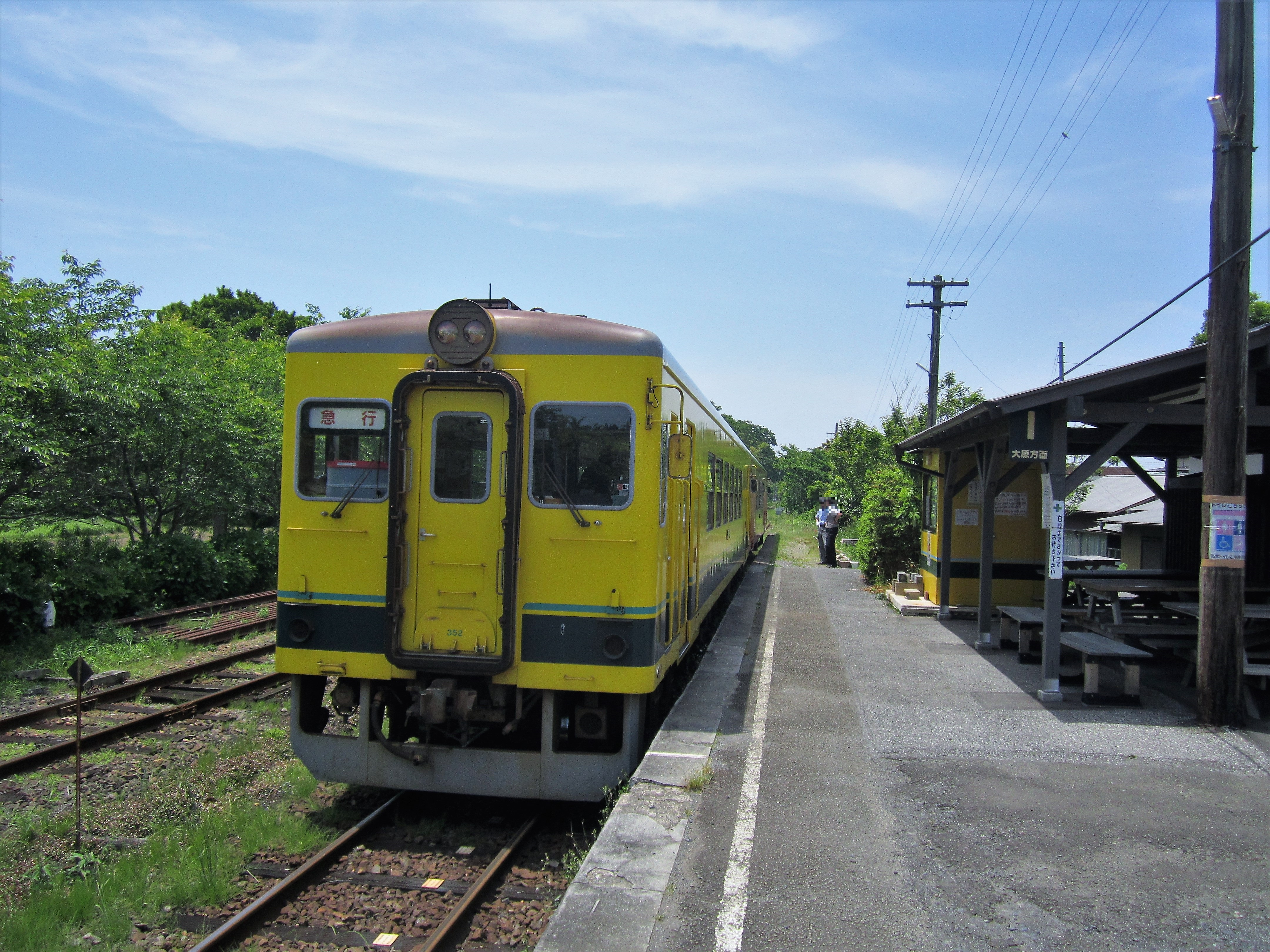
月台（2019年5月）
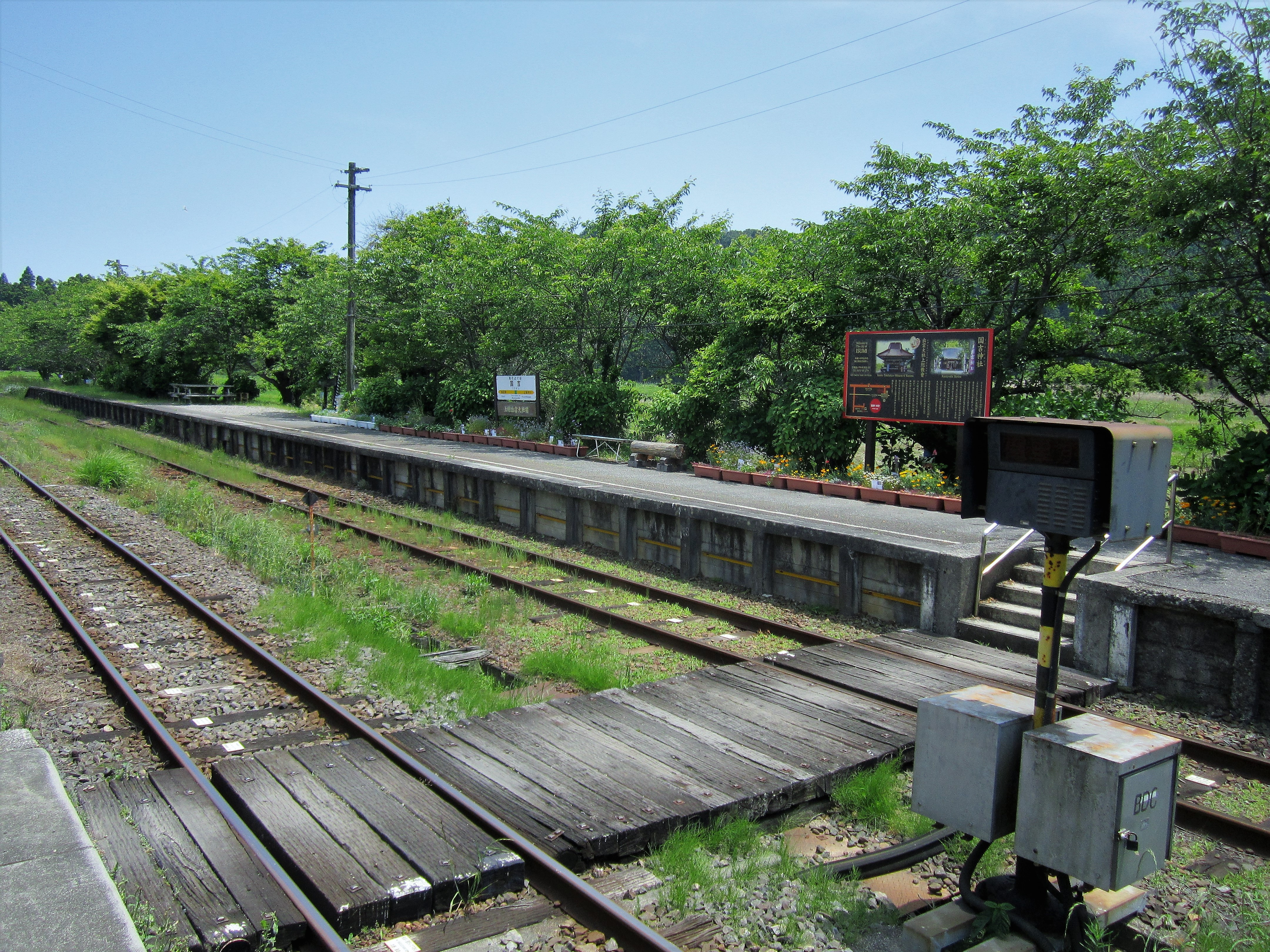
平交道（2019年5月）

## 歷史
- 1930年4月1日：國鐵木原線車站啟用，為一般車站[5]。
- 1974年10月1日：結束貨物業務，改為旅客車站[6]。
- 1984年2月1日：結束行李起卸業務[6]。
- 1987年4月1日：隨國鐵分割民營化，車站由東日本旅客鐵道（JR東日本）營運。
- 1988年3月24日：木原線由夷隅鐵道接管，改成為夷隅鐵道夷隅線車站。
- 1991年4月：站房重建[7]。
- 2009年：

- 9月：車站大樓翻新（設置商店，翻新候車室和廁所）。
- 10月1日：在冠名權下，此站的愛稱定為「谷風搖曳 國吉」。

- 2019年9月：車站外觀塗裝進行工程[9]。

## 使用狀況
以下為近年一日平均乘車人次變化：
| 年度 | 一日平均 乘車人次 | 出處        |
| ---- | ----------------- | ----------- |
| 2007 | 114               | [ 統計 1 ]  |
| 2008 | 107               | [ 統計 2 ]  |
| 2009 | 96                | [ 統計 3 ]  |
| 2010 | 108               | [ 統計 4 ]  |
| 2011 | 130               | [ 統計 5 ]  |
| 2012 | 153               | [ 統計 6 ]  |
| 2013 | 141               | [ 統計 7 ]  |
| 2014 | 136               | [ 統計 8 ]  |
| 2015 | 143               | [ 統計 9 ]  |
| 2016 | 142               | [ 統計 10 ] |
| 2017 | 140               | [ 統計 11 ] |
| 2018 | 132               | [ 統計 12 ] |
| 2019 | 95                | [ 統計 13 ] |
| 2020 | 70                | [ 統計 14 ] |
| 2021 | 73                | [ 統計 15 ] |
| 2022 | 77                | [ 統計 16 ] |

## 車站周邊

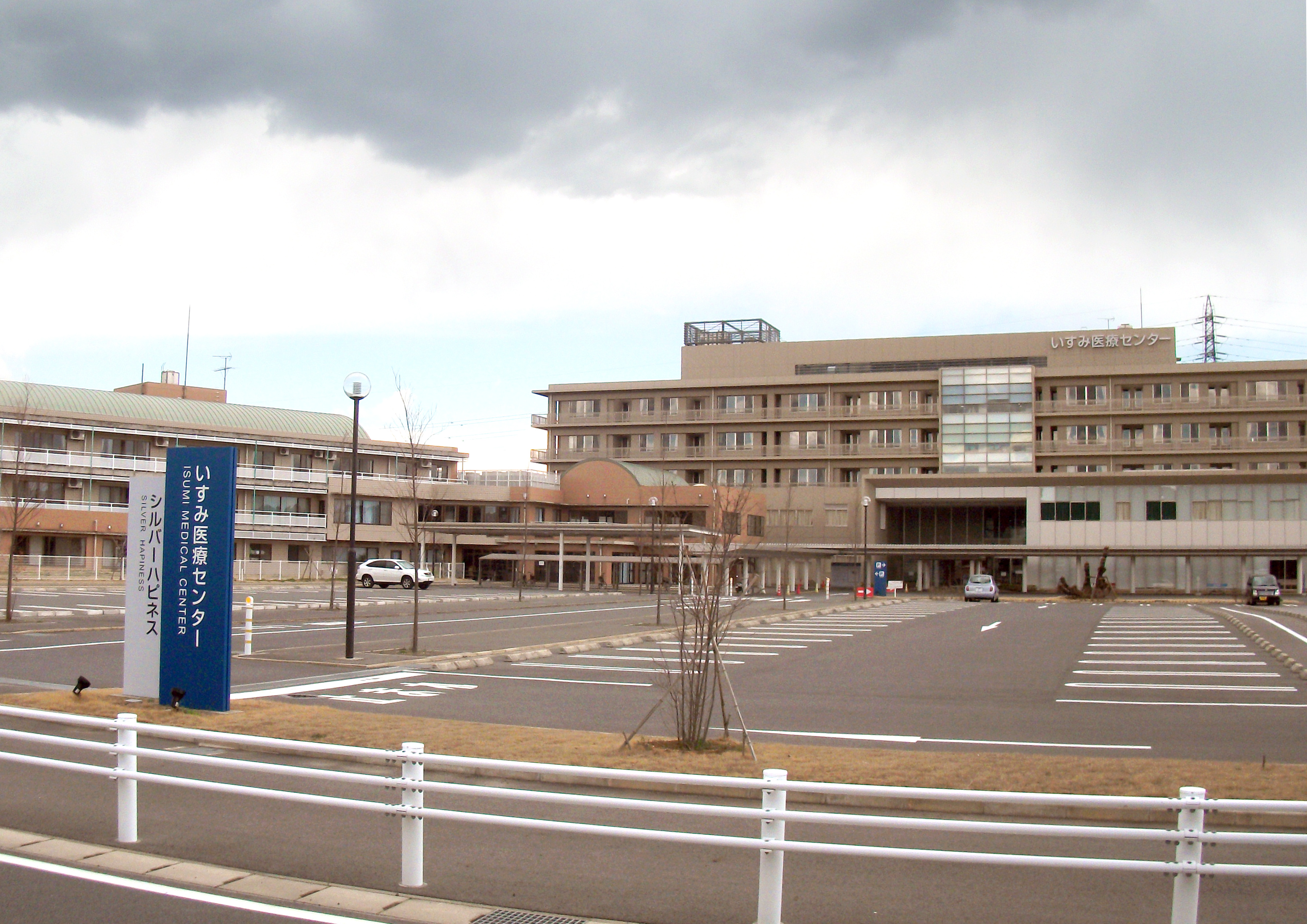
夷隅醫療中心

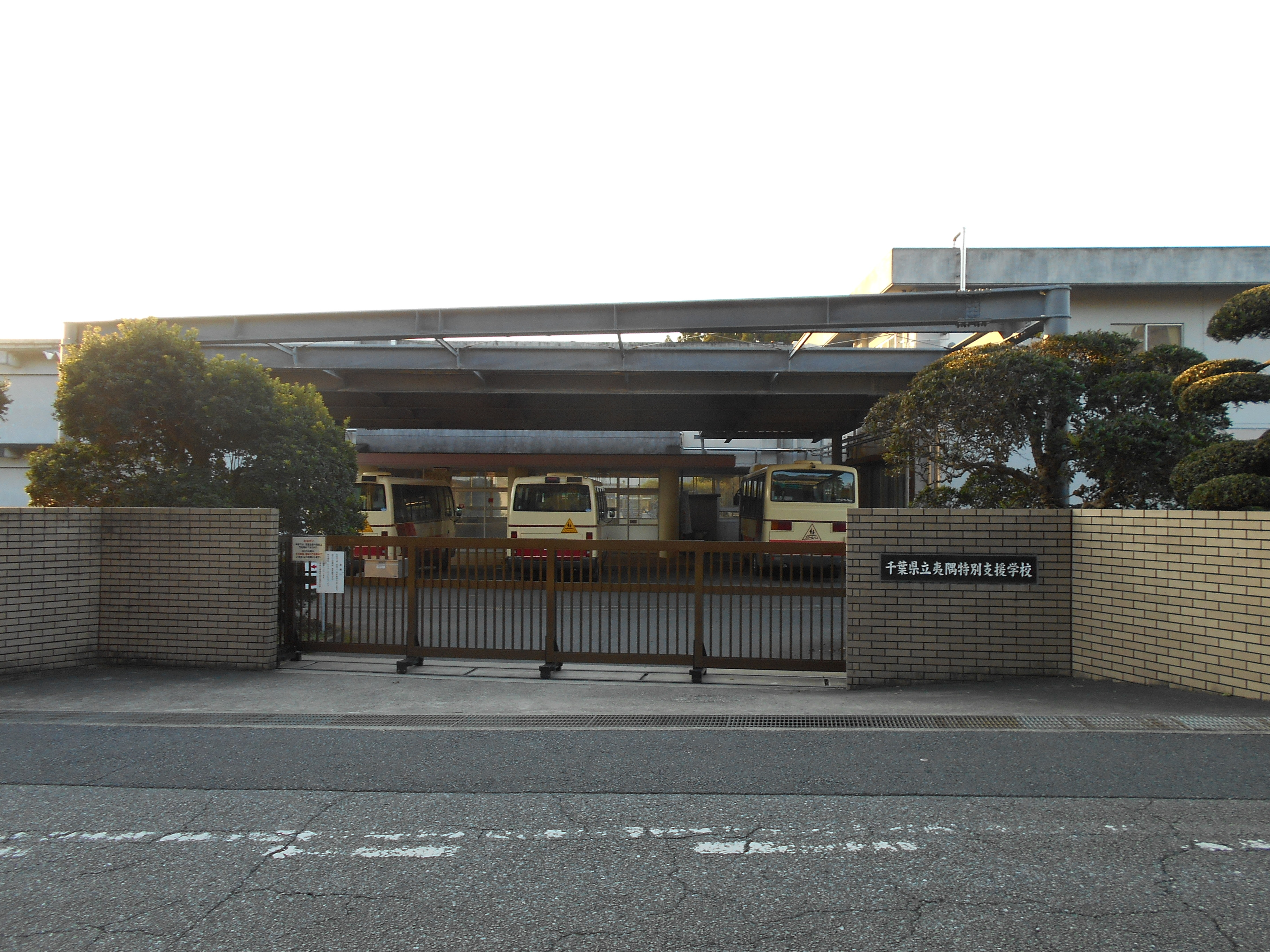
千葉縣立夷隅特別支援學校

車站北邊（站前）設有國道，沿國道上設有小規模商店和住宅。車站南邊（車站出入口對面）設有夷隅川流過，該處設有上總苅谷藩的陣屋蹟。
- 國道465號（日语：国道465号）
- 千葉縣道85號茂原夷隅線（日语：千葉県道85号茂原夷隅線）
- 千葉縣道154號夷隅長者線（日语：千葉県道154号夷隅長者線）
- 夷隅市政廳夷隅廳舍（舊 夷隅町（日语：夷隅町）公所）
- 夷隅文化會館
- 夷隅醫療中心（日语：いすみ医療センター）（舊 國保國吉醫院）
- 夷隅保健中心
- 夷隅育兒支援中心
- 夷隅市立國吉中學
- 夷隅市立國吉小學
- 千葉縣立夷隅特別支援學校（日语：千葉県立夷隅特別支援学校）
- 夷隅郵局（日语：いすみ郵便局）
- 夷隅農業協同組合（日语：いすみ農業協同組合）本所總務部總務課
- 夷隅市鄉土資料館
- 大谷屋Super Land夷隅店
- Seria（日语：セリア (100円ショップ)）大谷屋Super Land店
- Yax藥品（日语：千葉薬品）夷隅店
- 米利Heart&Green（日语：コメリ）夷隅店
- 國吉神社
- 出雲大社上總（日语：出雲大社上総分院）教會
- 萬木城蹟公園（步行約30分鐘）
- 千葉縣夷隅環境和文化之里（日语：千葉県いすみ環境と文化のさと）（步行約55分鐘）

## 相鄰車站
夷隅鐵道
■夷隅線
■快速
大原－國吉－大多喜
■普通
新田野－國吉－上總中川

## 注腳

#### 統計資料
1. ↑  千葉縣統計年鑑（平成20年） （页面存档备份，存于）（日語）
2. ↑  千葉縣統計年鑑（平成21年） （页面存档备份，存于）（日語）
3. ↑  千葉縣統計年鑑（平成22年） （页面存档备份，存于）（日語）
4. ↑  千葉縣統計年鑑（平成23年） （页面存档备份，存于）（日語）
5. ↑  千葉縣統計年鑑（平成24年） （页面存档备份，存于）（日語）
6. ↑  千葉縣統計年鑑（平成25年） （页面存档备份，存于）（日語）
7. ↑  千葉縣統計年鑑（平成26年） （页面存档备份，存于）（日語）
8. ↑  千葉縣統計年鑑（平成27年） （页面存档备份，存于）（日語）
9. ↑  千葉縣統計年鑑（平成28年） （页面存档备份，存于）（日語）
10. ↑  千葉縣統計年鑑（平成29年） （页面存档备份，存于）（日語）
11. ↑  千葉縣統計年鑑（平成30年） （页面存档备份，存于）（日語）
12. ↑  千葉縣統計年鑑（令和元年） （页面存档备份，存于）（日語）
13. ↑  .   [2025-04-23]. （原始内容存档于2023-07-25）.
14. ↑  千葉縣統計年鑑（令和3年），11 運輸・通信—111民鉄等駅別1日平均運輸状況（2020(令和2)年度）
15. ↑  千葉縣統計年鑑（令和4年），11 運輸・通信—111民鉄等駅別1日平均運輸状況（2021(令和3)年度）
16. ↑  .   [2025-04-23]. （原始内容存档于2025-01-27）.

## 外部連結
- 夷隅鐵道國吉站（页面存档备份，存于） （日語）